# John J. Crittenden
John Jordan Crittenden (10 de setembro de 1787 - 26 de julho de 1863) foi um político norte-americano com carreira no estado de Kentucky. Ele representou o estado, tanto na Câmara dos Representantes dos Estados Unidos, como também no Senado. Além disso serviu duas vezes como procurador-geral nas administrações de William Henry Harrison e Millard Fillmore. Ele também foi o 17º governador de Kentucky e serviu na legislatura estadual. Embora frequentemente mencionado como um candidato potencial para a presidência de seu país, ele nunca consentiu em concorrer a tal posto.